# White Christmas 2
White Christmas 2 — дев'ятий мікстейп американського репера Троя Ейва, виданий на лейблі BSB Records для ексклюзивного безкоштовного завантаження на DatPiff 24 грудня 2013 р. Є сиквелом до White Christmas, випущеного 25 грудня 2012. Належить до «Gangsta Grillz», серії DJ Drama, який став гостом релізу.
Наразі має срібний статус на DatPiff (за критеріями сайту), його безкоштовно завантажили понад 68 тис. разів. Виконавчий продюсер: Трой Ейв. Зведення, мастеринг: Марсе Різон. Оформлення: JRBSBNYC.

## Список пісень
| #   | Назва                                           | Продюсер(и)     | Тривалість |
| --- | ----------------------------------------------- | --------------- | ---------- |
| 1.  | «Merry White Christmas»                         | Yankee          | 4:10       |
| 2.  | «Lost Boyz» (з участю 2 Chainz)                 | Ziggy Beatz     | 2:58       |
| 3.  | «Brooklyn Shit» (з участю Uncle Murda)          | IllaTracks      | 3:51       |
| 4.  | «Fuk You Pay Me» (з участю Avon Blocksdale)     | John Scino      | 2:19       |
| 5.  | «Go Getter»                                     | Teamwork Music  | 2:06       |
| 6.  | «Greetings & Salutations»                       |                 | 3:29       |
| 7.  | «Do It» (з участю Styles P)                     | Marce Reazon    | 3:04       |
| 8.  | «Your Style» (з участю Lloyd Banks)             | Chase N. Cashe  | 3:43       |
| 9.  | «Glitter and Gold»                              | Statik Selektah | 1:25       |
| 10. | «Roll with It» (з участю King Sevin)            | Chase N. Cashe  | 3:57       |
| 11. | «If You Got It Like That» (з участю Young Lito) | Chase N. Cashe  | 3:51       |
| 12. | «Do Better»                                     | John Scino      | 2:45       |
| 13. | «My Lifetime»                                   |                 | 2:24       |